# Thomas III van Piëmont
Thomas III van Piëmont (1248 - 16 mei 1282) was een zoon van Thomas II van Savoye en van Beatrix Fieschi. Na de dood van zijn vader werd Thomas graaf in Piëmont. Toen zijn neef Bonifatius overleed, voelde Thomas van Piëmont zich geroepen om hem op te volgen in Savoye. Het was echter een jongere broer van zijn vader, Peter II van Savoye die erkend werd als graaf. Na Peters dood in 1268, maakte Thomas opnieuw aanspraak op de opvolging, maar deze keer was het Filips van Savoye, aartsbisschop van Lyon, de jongste broer van zijn vader die erkend werd als opvolger. Thomas ervoer de opvolging van zijn vader door zijn ooms als een grote onrechtvaardigheid.
Thomas huwde in 1274 met Guyonna van Bourgondië, dochter van graaf Hugo van Chalon en Adelheid van Bourgondië, en
stiefdochter van zijn oom Filips I van Savoye. Zij hadden 5 kinderen:
- Filips (1278-1334), de eerste van de lijn Savoye-Achaea,
- Peter (-1332), aartsbisschop van Lyon,
- Thomas, bisschop van Turijn,
- Amadeus, aartsdiaken in Reims,
- Willem (-1326), abt in La Sacra di Michele.